# Tin Jedvaj
Tin Jedvaj (ur. 28 listopada 1995 w Zagrzebiu) – chorwacki piłkarz grający na pozycji obrońcy. Od 2023 jest zawodnikiem klubu Panathinaikos AO. Jego ojciec Zdenko Jedvaj także był piłkarzem.

## Kariera klubowa
Swoją karierę piłkarską Jedvaj rozpoczął w klubie NK Zagreb, do którego trafił w 2002 roku. W 2005 roku podjął treningi w Dinamie Zagrzeb. W trakcie sezonu 2012/2013 awansował do kadry pierwszego zespołu Dinama. 10 lutego 2013 zadebiutował w chorwackiej pierwszej lidze w przegranym 1:2 wyjazdowym meczu z NK Osijek. 20 kwietnia 2013 roku w wyjazdowym meczu z HNK Cibalia (1:0) strzelił swojego pierwszego gola w barwach Dinama. W debiutanckim sezonie rozegrał w Dinamie 13 meczów i zdobył 1 gola. Wywalczył w nim mistrzostwo Chorwacji.
10 lipca 2013 roku Jedvaj podpisał kontrakt z AS Roma. Kosztował 4,4 miliona euro. W Serie A zadebiutował 12 stycznia 2014 w wygranym 4:0 domowym meczu z Genoą. W sezonie 2013/2014 wywalczył z Romą wicemistrzostwo Włoch.
Latem 2014 Jedvaj został wypożyczony do Bayeru 04 Leverkusen. W styczniu 2015 roku niemiecki klub wykupił na stałe chorwackiego obrońcę. Jedvaj kosztował 7 mln euro.
| Sezon   | Klub                | Kraj      | Rozgrywki  | Mecze | Bramki |
| ------- | ------------------- | --------- | ---------- | ----- | ------ |
| 2012/13 | Dinamo Zagrzeb      | Chorwacja | Prva HNL   | 13    | 1      |
| 2013/14 | AS Roma             | Włochy    | Serie A    | 2     | 0      |
| 2014/15 | Bayer 04 Leverkusen | Niemcy    | Bundesliga | 22    | 2      |
| 2015/16 | Bayer 04 Leverkusen | Niemcy    | Bundesliga | 15    | 0      |
| 2016/17 | Bayer 04 Leverkusen | Niemcy    | Bundesliga | 18    | 1      |
| 2017/18 | Bayer 04 Leverkusen | Niemcy    | Bundesliga | 10    | 0      |
| 2018/19 | Bayer 04 Leverkusen | Niemcy    | Bundesliga | 16    | 0      |

## Kariera reprezentacyjna
W 2011 roku Jedvaj grał w reprezentacji Chorwacji U-17, a od 2013 roku gra w reprezentacji U-19.

## Odznaczenia
- Order Księcia Branimira (2018)[2]